# Городские пижоны (телепрограмма)
«Городские пижоны» — проект «Первого канала», выходивший с 2008 по 2018 год. Изучив потребности Интернет-аудитории, рейтинги скачиваемости телесериалов из сети и записи блогеров, создатели «Городских пижонов» разработали «Первый канал» для городской аудитории. В рамках проекта демонстрируются популярные зарубежные сериалы: летом по будням с 23.40 до двух часов ночи, в остальное время года — раз в неделю. С 2013 года в ночь демонстрируются зарубежные документальные фильмы. В 2008 году проект выходил с ведущими Катей Гордон, Петром Мансилья-Крузом и Денисом Симачёвым, которые в студии обсуждали только что показанные сериалы и фильмы. После их ухода в креслах ведущих побывали актриса Алиса Гребенщикова, редактор журнала «Time Out» Игорь Шулинский, модель Елена Кулецкая, продюсер Лера Савицкая, обозреватель журнала «Афиша» Алексей Казаков и кинокритик Антон Долин. В дальнейшем от ведущих и студии отказались. Проект прекратил своё существование в 2018 году после того, как показ зарубежной кинопродукции на «Первом канале» по будням был прекращён.

## Передачи
- 7 поколений рок-н-ролла
- Мировой тур Мадонны

## Сериалы 2008 года
- Офис
- Абсолютная власть
- Калифрения

## Сериалы 2009 года
- Секретарши[англ.]
- Массовка
- Грязные мокрые деньги
- Обмани меня
- Золотая коллекция Pixar
- Отель «Вавилон»
- Жизнь на Марсе

## Сериалы 2010 года
- Калифрения
- Отель «Вавилон»
- Американская семейка
- Шерлок
- Подпольная империя

## Сериалы 2011 года
Помимо сериалов с 2011 года проект стал показывать художественные и документальные фильмы, которые можно отнести к разделу элитарных, а также записи концертов культовых западных рок-звёзд.
- Борджиа
- Безумцы
- Калифрения
- Форс-мажоры
- Терра Нова
- Убийство
- Подпольная империя
- Белый воротничок

## Сериалы 2013 года
- Викинги[3]
- Карточный домик[4]
- Мотель Бейтс[5]
- Под куполом[6]
- Следствие по телу[7]
- Фалькон[англ.][8]
- Перевозчик[9]
- Элементарно
- Убийство на пляже[10]

## Сериалы 2014 года
- Фарго
- Великое ограбление поезда[11]

## Сериалы 2015 года
- Мотель Бейтс[12]
- Водолей[13]
- На зов скорби
- Как избежать наказания за убийство
- Бюро